# Wilhelm Andreae
Wilhelm Andreae (1895-1970) fue un empresario de la industria de la cerveza, especialista de cactáceas, y horticultor alemán, que fue además productor de plantas en Bensheim.

## Honores

### Epónimos
Unas 33 especies fueron honradas con su epónimo, entre ellas:
- (Asteraceae) Cotula andreae (E.Phillips) K.Bremer & Humphries[1]

- (Asteraceae) Matricaria andreae E.Phillips[2]

- (Cactaceae) Coryphantha andreae (J.A.Purpus & Boed.) A.Berger[3]

- (Orchidaceae) Oncidium andreae Königer[4]

- (Orchidaceae) Sobralia andreae Dressler[5]

- (Rosaceae) Rosa andreae Lange[6]

- (Thelypteridaceae) Coryphopteris andreae Holttum[7]

- La abreviatura «Andreae» se emplea para indicar a Wilhelm Andreae como autoridad en la descripción y clasificación científica de los vegetales.[8]